# 州対ヘンリー事件
州対ヘンリー事件（State v. Henry）は、1987年のオレゴン州最高裁判所の判決で、わいせつを犯罪とするオレゴン州法は、オレゴン州憲法の表現の自由の規定に違反しているため違憲であるという判決。この判決により、オレゴン州は州法でわいせつ罪を廃止した最初の（そして2011年時点で唯一の）州となった。

## 背景
この事件は、アール・ヘンリーが所有する成人書店が警察によって家宅捜索された後、ヘンリーがわいせつ（特にわいせつな資料を所持し配布したこと）の罪で起訴され有罪判決を受けた時に発生した。彼は2,000ドルの罰金を科され、60日の禁固を言い渡されたが、上訴まで収監されなかった。オレゴン州のアメリカ自由人権協会は、ヘンリーに代わってオレゴン州最高裁判所に控訴し、オレゴン州憲法の表現の自由条項（第1条第8項）は、合衆国憲法修正第1条にある表現の自由条項よりも強力な保護を提供すると主張した。そして、特に州憲法が合衆国憲法よりも強力な保護を提供する場合、「州裁判所は、州憲法の下で州法を解釈するべきである」と述べた
。
意見の自由な表現を制限したり、いかなる主題についても自由に話したり、書いたり、印刷したりする権利を制限する法律は可決されないものとする。しかし、全ての人がこの権利の乱用に責任を負うものとする。—Oregon Constitution, Art. I §8

## 判決
1987年1月21日の全会一致（7-0）の判決で、オレゴン州最高裁判所は「州憲法の文言は合衆国憲法修正第1条の文言よりも広範である」ことに同意し、ヘンリーを無罪とした。裁判所は、州のわいせつ法は違憲であると宣言した。多数意見は次のように述べている。
この州では、その表現が一般的または普遍的に「わいせつ」である場合でも、誰でも同意する大人に向けて何かを書いたり、印刷したり、読んだり、話したり、見せたり、売ったりすることができる。

## 余波
1994年オレゴン州住民投票19と1995年オレゴン州住民投票31は、わいせつを保護しないようにオレゴン州憲法の表現の自由条項を改正しようとしたが、両方とも否決され、それ以降改正案は提案されていない。

## 関連文献
- Long, William R. "Free Speech in Oregon." Oregon State Bar Bulletin. October 2003.